# Слупя (Конецький повіт)
Слупя (пол. Słupia) — село в Польщі, у гміні Слупія Конецька Конецького повіту Свентокшиського воєводства.
Населення — 232 особи (2011).
У 1975-1998 роках село належало до Келецького воєводства.

## Демографія
Демографічна структура на день 31 березня 2011 року:
|          | Загалом | Допрацездатний вік | Працездатний вік | Постпрацездатний вік |
| -------- | ------- | ------------------ | ---------------- | -------------------- |
| Чоловіки | 105     | 19                 | 70               | 16                   |
| Жінки    | 127     | 33                 | 64               | 30                   |
| Разом    | 232     | 52                 | 134              | 46                   |